# Adenorachis arbutifolia
Adenorachis arbutifolia là loài thực vật có hoa trong họ Hoa hồng. Loài này được (L.) Nieuwl. mô tả khoa học đầu tiên năm 1915.